# Werner Bergengruen

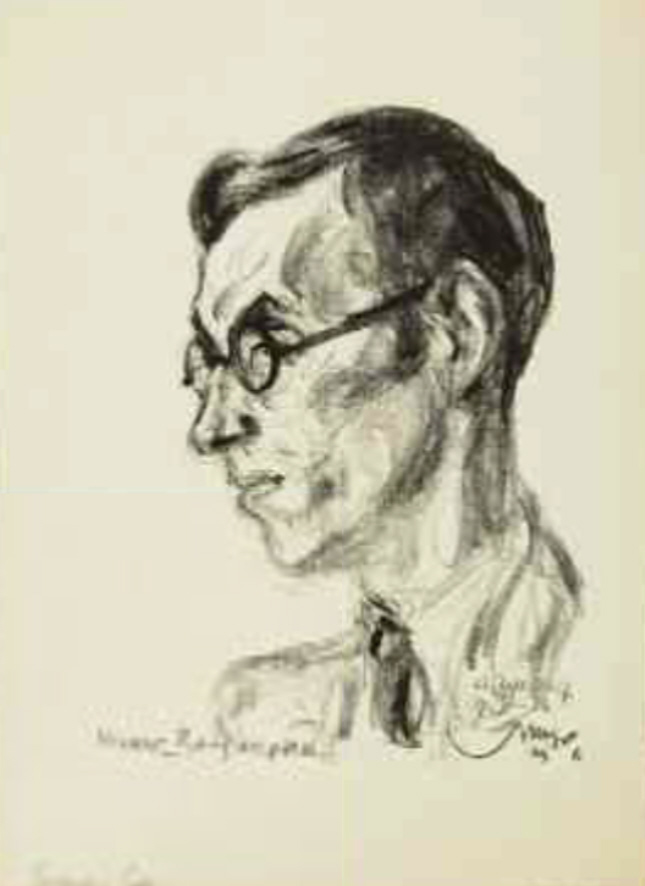
Werner Bergengruen, portret door Emil Stumpp

Werner Bergengruen (Riga, 16 september 1892 — Baden-Baden, 4 september 1964) was een Duits katholiek schrijver van Baltisch-Duitse afkomst, vooral bekend om zijn satire op Hitler, Der Großtyrann und das Gericht.

## Leven
Bergengruen was de zoon van een Duitstalige arts in Lijfland, maar kwam als kind naar Duitsland en ging tot 1910 in Lübeck naar school. Aanvankelijk studeerde hij theologie in Marburg, maar schakelde op germanistiek over. Hij studeerde in München toen de Eerste Wereldoorlog uitbrak; als luitenant vocht hij in de Baltische staten, en na de oorlog streed hij nog tegen het Rode Leger. Hij huwde in 1919 met Charlotte Hensel. Hij studeerde nog verder in Berlijn, maar voltooide zijn studie niet. Tezelfdertijd ging hij als journalist werken en vertaalde romans van Dostojevski, Tolstoj en Toergenjev. Zijn eerste roman, Das Gesetz des Atum, verscheen in 1922, toen hij hoofdredacteur van het tijdschrift Ost-Informationen was. Zijn krantencommentaren waren zeer scherp voor de nazi's. Vanaf 1927 leefde hij van de pen.
Bergengruens beroemdste roman, Der Großtyrann und das Gericht, handelt over machtsmisbruik en de pervertering van de rechtspraak; het werd gezien als een allegorie van nazi-Duitsland, die zich echter in de Renaissance afspeelt. De allegorie door sommigen niet begrepen; de Völkischer Beobachter prees het werk als een historische beschrijving van een renaissancistische vorst. In 1936 bekeerde hij zich tot het katholicisme; zijn werk begon een psychologisch-spirituele dimensie te krijgen. In 1937 werd Bergengruen uit de Reichsschrifttumskammer verstoten. In tegenstelling tot andere schrijvers kreeg hij geen publicatieverbod. Twee van zijn werken, de gedichtenbundel Der ewige Kaiser uit 1937 en de roman Am Himmel wie auf Erden uit 1940 werden verboden, maar andere werken konden blijven verschijnen. Novellen als Der Tod von Reval werden graag gelezen en verkochten uitstekend. In 1939 schreef hij een biografie van E.T.A. Hoffmann, en hij publiceerde ook reisgidsen. Hij woonde tijdens de Tweede Wereldoorlog vanaf 1942 in Achenkirch, en na de oorlog leefde hij nog een tijd in Zwitserland en Italië. Sinds 1958 woonde hij in Baden-Baden; in dat jaar ontving hij de Pour le Mérite en kreeg hij een eredoctoraat aan de universiteit van München. In 1962 werd hem nog de Schiller-Gedächtnispreis uitgereikt.
Bergengruens religieuze overtuigingen leidden hem in zijn latere werk tot een prediken van de eeuwigheid en de absolute waarden. Stilistisch vervlocht hij realistische beschrijvingen met psychologische beschouwingen, en had ook aandacht voor mysterieuze sfeerschepping en spookverhalen. Minder conservatief dan Gottfried Benn maar met een diep-christelijke overtuiging, bleef hij tijdens het Derde Rijk in Duitsland en verzette zich ter plekke tegen het regime, een houding die innere Emigration genoemd wordt. Hij was eerst, vóór de oorlog, een der populairste auteurs van de Weimarrepubliek, en later eveneens van de vroege Bondsrepubliek.

## Werken
- 1922 - Das Gesetz des Atum
- 1926 - Das große Alkahest
- 1927 - Das Buch Rodenstein
- 1932 - Baedeker des Herzens. Ein Reiseverführer
- 1935 - Der Großtyrann und das Gericht
- 1936 - Die Rose von Jericho (gedichtbundel)
- 1937 - Der ewige Kaiser (gedichtbundel)
- 1938 - Der Tod von Reval
- 1939 - E.T.A. Hoffmann
- 1940 - Am Himmel wie auf Erden
- 1940 - Der spanische Rosenstock
- 1945 - Dies irae (gedichtbundel)
- 1948 - Zauber- und Segenssprüche (gedichtbundel)
- 1949 - Römisches Erinnerungsbuch
- 1949 - Das Feuerzeichen
- 1951 - Die heile Welt (gedichtbundel)
- 1952 - Der letzte Rittmeister
- 1954 - Die Rittmeisterin
- 1959 - Bärengeschichten
- 1959 - Zorn, Zeit und Ewigkeit
- 1962 - Schreibtischerinnerungen (autobiografie)
- 1963 - Die Schwestern aus dem Mohrenland
- 1968 - Die Glückliche

- Bibsys: 90063122
- Biblioteca Nacional de España: XX1034684
- Bibliothèque nationale de France: cb12082039m (data)
- CiNii: DA03520164
- Digitale Bibliotheek voor de Nederlandse Letteren: berg411
- Gemeinsame Normdatei: 11850939X
- Historisch woordenboek van Zwitserland: 011551
- International Standard Name Identifier: 0000 0000 8122 5201
- Library of Congress Control Number: n50007427
- Nationale Bibliotheek van Letland: 000000968
- Bibliotheek van het Japanse parlement: 00433001
- Nationale Bibliotheek van Tsjechië: jn19990000704
- Nationale bibliotheek van Australië: 35017645
- Nationale Bibliotheek van Israël: 987007258525905171
- Nationale en Universitaire bibliotheek Zagreb: 000145611
- Nederlandse Thesaurus van Auteursnamen: 069698317
- Réseau des bibliothèques de Suisse occidentale: 02-A002993359
- Istituto Centrale per il Catalogo Unico: CFIV063423
- LIBRIS: 177573
- SNAC: w63z1t0q
- Système universitaire de documentation: 029130549
- Trove: 792181
- Virtual International Authority File: 44323722
- WorldCat: E39PBJhhvXP6d9xcVtY8rj7yh3